# Хобгоблин (комикси)
Вижте пояснителната страница за други значения на Хобгоблин.
Хобгоблин (на английски: Hobgoblin) е измислен персонаж, суперзлодей на Марвел Комикс. Появява се за пръв път в Amazing Spider-Man бр. 238 през март 1983 година. Негови създатели са Роджър Стърн и Джон Ромита младши. Няколко души се превъзплъшават в суперзлодея. В „Спайдър-Мен: Анимационният сериал“ Хобгоблин е озвучен от Марк Хамил.